# Miss Santa Lucía
Miss Santa Lucía (en inglés: Miss Saint Lucia) es un concurso de belleza nacional en Santa Lucía. Se encarga de seleccionar a la representante del país para el concurso Miss Universo.

## Ganadoras
: Declarada como ganadora
     : Terminó como finalista
     : Terminó como una de las semifinalistas o cuartofinalistas
     : Terminó como ganadora de premios especiales
| Año                                                                         | Distrito    | Miss Universo Santa Lucía | Posición en Miss Universo | Premios especiales | Notas                                                |
| --------------------------------------------------------------------------- | ----------- | ------------------------- | ------------------------- | ------------------ | ---------------------------------------------------- |
| 2024                                                                        | Castries    | Skye Faucher              | No clasificó              |                    |                                                      |
| 2023                                                                        | Choiseul    | Earlyca Frederick         | No clasificó              |                    |                                                      |
| 2022                                                                        | Castries    | Sheris Paul               | No clasificó              |                    |                                                      |
| Debido al impacto de la pandemia de COVID-19, no compitió entre 2020 y 2021 |             |                           |                           |                    |                                                      |
| 2019                                                                        | Castries    | Bebiana Mangal            | No clasificó              |                    |                                                      |
| 2018                                                                        | Castries    | Angella Elvina Dalsou     | No clasificó              |                    |                                                      |
| 2017                                                                        | Micoud      | Louise Liza Victor        | No clasificó              |                    | Dirección de Joycie Mederick (Cinnamon Productions). |
| No compitió entre 2015 y 2016                                               |             |                           |                           |                    |                                                      |
| 2014                                                                        | Castries    | Roxanne Didier Nicholas   | No clasificó              |                    |                                                      |
| 2013                                                                        | No compitió | No compitió               | No compitió               | No compitió        | No compitió                                          |
| 2012                                                                        | Gros Islet  | Tara Marty Carla Edward   | No clasificó              |                    |                                                      |
| 2011                                                                        | Castries    | Joy-Ann Biscette          | No clasificó              |                    |                                                      |
| No compitió entre 2008 y 2010                                               |             |                           |                           |                    |                                                      |
| 2007                                                                        | Castries    | Yoanna Henry              | No clasificó              |                    |                                                      |
| 2006                                                                        | Castries    | Sascha Andrew-Rose        | No clasificó              |                    | Dirección de Joan Johnson (Joan Laurencin).          |
| No compitió entre 1978 y 2005                                               |             |                           |                           |                    |                                                      |
| 1977                                                                        | Castries    | Iva Lua Mendes            | No clasificó              |                    |                                                      |